# Hanni Pestalozzi
Hanni Pestalozzi (* 25. April 1905 in Wil; † 19. April 1986 in Kirchberg; heimatberechtigt in Zürich und Wil) war eine Schweizer Landwirtin und Lehrerin aus dem Kanton St. Gallen. Sie setzte sich für die Aus- und Fortbildung von Bäuerinnen und Bauerntöchtern ein.

## Leben

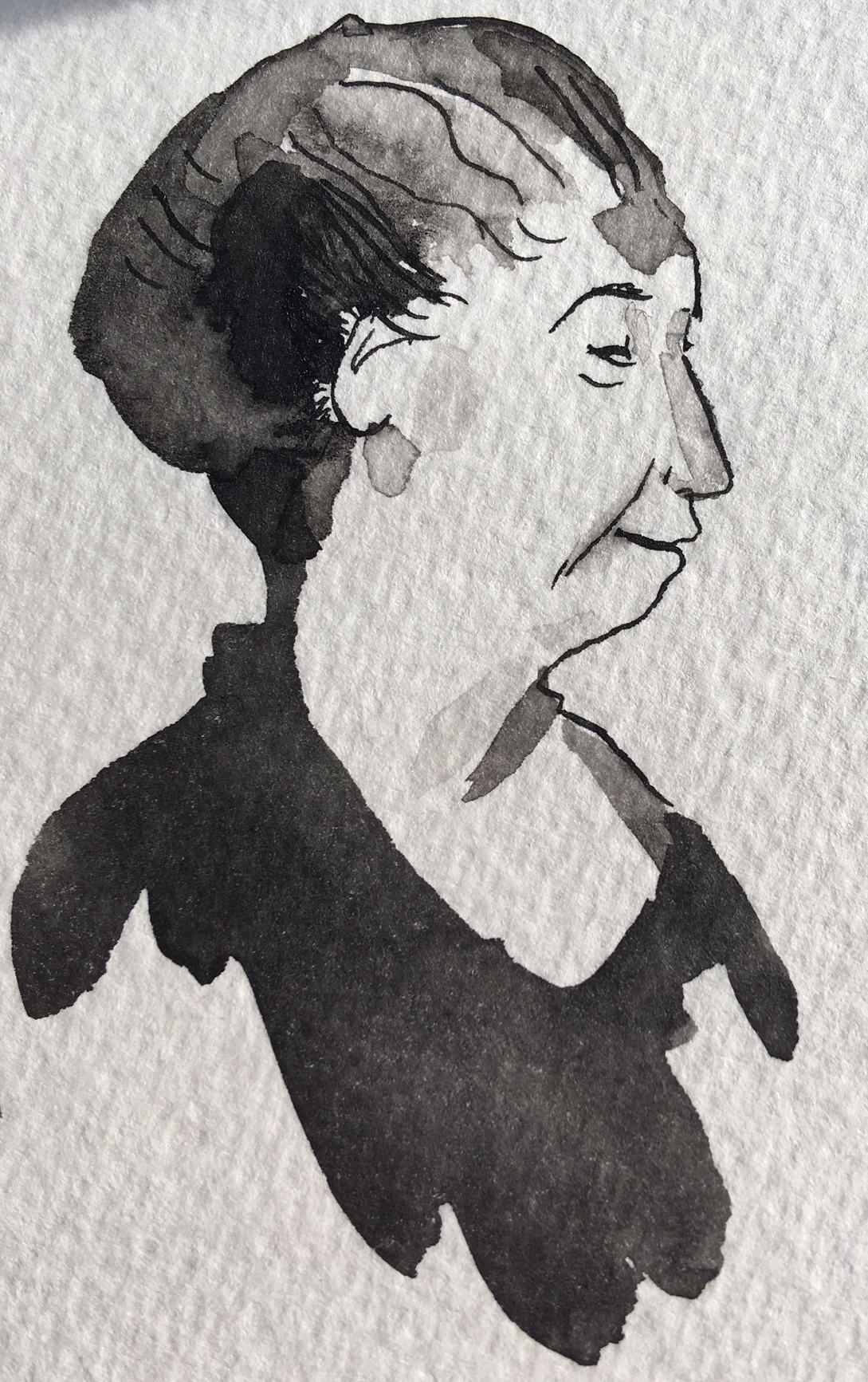
Porträt von Hanni Pestalozzi, gemalt mit Tinte

Hanni Pestalozzi war eine Tochter von Friedrich Pestalozzi und Emmy Albertine Ernst. Sie besuchte das Handarbeits- und Hauswirtschaftslehrerinnenseminar in Freiburg und arbeitete im elterlichen Landwirtschafts- und Pensionsbetrieb Hofberg bei Wil mit.
Von 1936 bis 1980 übte sie im Auftrag der Vereinigung für ländliche Heimarbeit im Kanton St. Gallen eine Beratungstätigkeit aus. Sie war eine Pionierin der Aus- und Fortbildung der Bauerntöchter und Bäuerinnen und führend an der Gründung und dem Aufbau örtlicher Bäuerinnenvereinigungen beteiligt. 
Als Vorstandsmitglied in den Jahren 1946 bis 1967 und als Präsidentin des Schweizerischen Landfrauenverbands von 1946 bis 1952 machte sie sich vielfach um die Modernisierung der bäuerlichen Hausarbeit und die Verbesserung des Status der Frau auf dem Land verdient. 
1981 wurde sie Ehrenbürgerin von Wil.